# Séraphine Mukantabana
Séraphine Mukantabana est une femme politique rwandaise. Elle est ministre de la Gestion des catastrophes et des Réfugiés de 2013 à 2017 dans le gouvernement de Paul Kagamé.

## Biographie
Séraphine Mukantabana est une ancienne membre des Forces démocratiques de libération du Rwanda. Elle rentre au Rwanda et devient la présidente de la commission de démobilisation,,.
Elle est limogée en 2019 pour avoir omis de dénoncer Angéline Mukandutiye, une inspectrice d'académie qui était impliquée dans le génocide des Tutsis au Rwanda,.